# Hiraea smilacina
Hiraea smilacina är en tvåhjärtbladig växtart som beskrevs av Paul Carpenter Standley. Hiraea smilacina ingår i släktet Hiraea och familjen Malpighiaceae. Inga underarter finns listade i Catalogue of Life.